# アシュリー・ウィリアムズ (サッカー選手)
アシュリー・エロール・ウィリアムズ（Ashley Errol Williams, 1984年8月23日 - ）は、イングランド・ウルヴァーハンプトン出身の元サッカー選手。元ウェールズ代表。現役時代のポジションはDF。

## 経歴

### クラブ
2008年にスウォンジー・シティAFCへ期限付き移籍した。2008年の途中から完全移籍した。
2016年8月10日、エヴァートンFCに3年契約で移籍した。
2018年8月2日、ストーク・シティFCへ期限付き移籍した。
2019年8月23日、ブリストル・シティFCにフリーで加入した。
2021年1月26日、現役引退を発表した。

### 代表
2008年からウェールズ代表に選出されている。

## 所属クラブ
ユース経歴
- タムワースFC
- ウェスト・ブロムウィッチ・アルビオンFC

プロ経歴
- ヘドネスフォード・タウンFC 2001-2003
- ストックポート・カウンティFC 2003-2008

→ スウォンジー・シティAFC 2008 (loan)
- スウォンジー・シティAFC 2008-2016
- エヴァートンFC 2016-2019

→ ストーク・シティFC 2018-2019 (loan)
- ブリストル・シティFC 2019-2020